# 太田弦
 太田 弦（おおた げん、1994年 - ）は、日本の指揮者。

## 来歴・人物
札幌市出身。幼少時からピアノ、チェロ、作曲を学ぶ。札幌西高校から東京藝術大学に進学、
同大学音楽学部指揮科及び同大学院音楽研究科指揮専攻修士課程を卒業。
指揮を尾高忠明、高関健、作曲を二橋潤一に師事。
2015年東京国際音楽コンクール（指揮）で、2位及び聴衆賞を受賞。
2022年渡邉暁雄音楽基金音楽賞を受賞。
2019年4月から2022年3月まで大阪交響楽団正指揮者
。
2023年4月から仙台フィルハーモニー管弦楽団指揮者に、
2024年4月より九州交響楽団首席指揮者に就任。